# Juventus 1937-1938
Questa voce raccoglie le informazioni riguardanti la Juventus nelle competizioni ufficiali della stagione 1937-1938.

## Stagione
La Juventus si classificò al secondo posto nel campionato di Serie A, dietro all'Ambrosiana-Inter. Vinse la sua prima Coppa Italia battendo in finale in una stracittadina, anch'essa una prima volta nella storia della competizione, il Torino sia nella gara di andata (3-1 sul campo granata del Filadelfia) sia al ritorno (2-1 al Municipale). Nella Coppa dell'Europa Centrale raggiunse infine le semifinali, venendo sconfitta dai magiari del Ferencváros.

## Maglia
| Casa | 1ª portiere | 2ª portiere |

## Rosa
| N. |                   | Ruolo | Calciatore               |
| -- | ----------------- | ----- | ------------------------ |
|    | Italia (bandiera) | P     | Ugo Amoretti             |
|    | Italia (bandiera) | P     | Alfredo Bodoira          |
|    | Italia (bandiera) | P     | Luigi Camerario          |
|    | Italia (bandiera) | D     | Alfredo Foni             |
|    | Italia (bandiera) | D     | Pietro Rava              |
|    | Italia (bandiera) | D     | Giovanni Varglien (II)   |
|    | Italia (bandiera) | D     | Pietro Tabor             |
|    | Italia (bandiera) | C     | Teobaldo Depetrini       |
|    | Italia (bandiera) | C     | Luis Monti (capitano) () |
|    | Italia (bandiera) | C     | Mario Varglien (I)       |
|    | Italia (bandiera) | C     | Bruno Chiavacci          |
|    | Italia (bandiera) | C     | Ruggero Di Cuonzo        |

| N. |                   | Ruolo | Calciatore              |
| -- | ----------------- | ----- | ----------------------- |
|    | Italia (bandiera) | C     | Emilio Forlano          |
|    | Italia (bandiera) | C     | Enzo Garavoglia         |
|    | Italia (bandiera) | C     | Giuseppe Trotter        |
|    | Italia (bandiera) | A     | Savino Bellini          |
|    | Italia (bandiera) | A     | Mauro Bergonzini        |
|    | Italia (bandiera) | A     | Aldo Giuseppe Borel (I) |
|    | Italia (bandiera) | A     | Felice Borel (II)       |
|    | Italia (bandiera) | A     | Bruno Dante             |
|    | Italia (bandiera) | A     | Lodovico De Filippis    |
|    | Italia (bandiera) | A     | Guglielmo Gabetto       |
|    | Italia (bandiera) | A     | Enrico Santià           |
|    | Italia (bandiera) | A     | Ernesto Tomasi          |

## Risultati

### Serie A

#### Girone di andata
| Arbitro: | Galeati (Bologna) |

|                            |           |  |
| A. G. Borel 7’ Bellini 72’ | Marcatori |  |

| Arbitro: | Scotto (Savona) |

|  |           |                |
|  | Marcatori | 87’ Bergonzini |

| Arbitro: | Pirovano (Monza) |

|                              |           |             |
| Gabetto 22’, 90’ Bellini 36’ | Marcatori | 41’ Dentuti |

| Arbitro: | Mazzarini (Roma) |

|           |           |             |
| Baldi 74’ | Marcatori | 18’ Gabetto |

| Arbitro: | Salvatori (Roma) |

|                            |           |           |
| F. Borel 40’, 90+4’ (rig.) | Marcatori | 44’ Prato |

| Lucca 17 ottobre 1937, ore 15:00 CET 6ª giornata | Lucchese             | 0 – 0 referto | Juventus | Stadio del Littorio\| Arbitro: \| Mastellari (Bologna) \| |
| Arbitro:                                         | Mastellari (Bologna) |               |          |                                                           |

| Arbitro: | Zelocchi (Modena) |

|              |           |                 |
| Mannelli 49’ | Marcatori | 39’ (aut.) Tori |

| Arbitro: | Scorzoni (Bologna) |

|             |           |                  |
| Gabetto 72’ | Marcatori | 28’ (rig.) Piola |

| Arbitro: | Curradi (Firenze) |

|                          |           |                 |
| Ferraris 56’ Ferrari 82’ | Marcatori | 64’ (rig.) Foni |

| Arbitro: | Zelocchi (Modena) |

|                 |           |                        |
| De Filippis 22’ | Marcatori | 32’ Fillola 85’ Arcari |

| Arbitro: | Scotto (Savona) |

|                             |           |              |
| Subinaghi 5’ Mascheroni 15’ | Marcatori | 20’ F. Borel |

| Arbitro: | Bevilacqua (Viareggio) |

|                             |           |  |
| Bellini 12’ G. Varglien 41’ | Marcatori |  |

| Torino 19 dicembre 1937, ore 14:30 CET 13ª giornata | Juventus            | 0 – 0 referto | Bologna | Stadio Municipale Benito Mussolini\| Arbitro: \| Barlassina (Novara) \| |
| Arbitro:                                            | Barlassina (Novara) |               |         |                                                                         |

| Arbitro: | Scorzoni (Bologna) |

|             |           |                                     |
| Peretti 41’ | Marcatori | 10’ F. Borel 67’ Bellini 81’ Tomasi |

| Arbitro: | Ciamberlini (Genova) |

|                        |           |  |
| Monti 14’ F. Borel 58’ | Marcatori |  |

#### Girone di ritorno
| Arbitro: | Dattilo (Roma) |

|  |           |                 |
|  | Marcatori | 54’ G. Varglien |

| Arbitro: | Gnocchini (Como) |

|                                                              |           |  |
| De Filippis 7’ F. Borel 40’ (rig.) G. Varglien 61’, 69’, 80’ | Marcatori |  |

| Bari 30 gennaio 1938, ore 14:30 CET 18ª giornata | Bari             | 0 – 0 referto | Juventus | Stadio della Vittoria\| Arbitro: \| Mazzarini (Roma) \| |
| Arbitro:                                         | Mazzarini (Roma) |               |          |                                                         |

| Arbitro: | Scorzoni (Bologna) |

|                                         |           |  |
| F. Borel 48’ Tomasi 81’ De Filippis 85’ | Marcatori |  |

| Arbitro: | Scarpi (Dolo) |

|           |           |             |
| Prato 55’ | Marcatori | 35’ Gabetto |

| Arbitro: | Pirovano (Monza) |

|            |           |  |
| Santià 40’ | Marcatori |  |

| Arbitro: | Scarpi (Dolo) |

|                                                                  |           |                |
| G. Varglien 5’ De Filippis 7’ Tomasi 16’ Bellini 17’ Gabetto 21’ | Marcatori | 62’, 82’ Viani |

| Arbitro: | Barlassina (Novara) |

|            |           |             |
| Milano 89’ | Marcatori | 78’ Gabetto |

| Arbitro: | Dattilo (Roma) |

|                         |           |             |
| Bellini 13’ Gabetto 64’ | Marcatori | 23’ Ferrari |

| Arbitro: | Scorzoni (Bologna) |

|             |           |                         |
| Morselli 9’ | Marcatori | 52’ Gabetto 71’ Bellini |

| Torino 27 marzo 1938, ore 15:00 CET 26ª giornata | Juventus          | 0 – 0 referto | Roma | Stadio Municipale Benito Mussolini\| Arbitro: \| Galeati (Bologna) \| |
| Arbitro:                                         | Galeati (Bologna) |               |      |                                                                       |

| Arbitro: | Scorzoni (Bologna) |

|                           |           |  |
| Trevisan 33’ Pasinati 82’ | Marcatori |  |

| Bologna 10 aprile 1938, ore 15:00 CET 28ª giornata | Bologna             | 0 – 0 referto | Juventus | Stadio Littoriale\| Arbitro: \| Barlassina (Novara) \| |
| Arbitro:                                           | Barlassina (Novara) |               |          |                                                        |

| Arbitro: | Scarpi (Dolo) |

|  |           |             |
|  | Marcatori | 18’ Spivach |

| Arbitro: | Scorzoni (Bologna) |

|           |           |             |
| Boffi 84’ | Marcatori | 44’ Bellini |

### Coppa Italia
| Arbitro: | Cardinali (Milano) |

|                                              |           |             |
| F. Borel 47’ (rig.), 62’ Monti 76’ Dante 80’ | Marcatori | 5’ Battioni |

| Arbitro: | Mastellari (Bologna) |

|            |           |  |
| Tomasi 15’ | Marcatori |  |

| Arbitro: | Mazza (Torre del Greco) |

|                                                                       |           |  |
| De Filippis 9’, 71’ G. Varglien 26’ F. Borel 66’, 87’ A. G. Borel 69’ | Marcatori |  |

| Arbitro: | Ciamberlini (Genova) |

|                            |           |  |
| Tomasi 36’ Foni 85’ (rig.) | Marcatori |  |

| Arbitro: | Mastellari (Bologna) |

|               |           |                                  |
| D'Odorico 36’ | Marcatori | 25’, 85’ Bellini 73’ De Filippis |

| Arbitro: | Mastellari (Bologna) |

|                  |           |           |
| Gabetto 27’, 39’ | Marcatori | 19’ Baldi |